# Oekraïne op het Junior Eurovisiesongfestival 2013
Oekraïne nam deel aan het Junior Eurovisiesongfestival 2013, gehouden in de eigen hoofdstad Kiev. Het was de achtste deelname van het land op het Junior Eurovisiesongfestival. De  NTU was verantwoordelijk voor de Oekraïense bijdrage voor de editie van 2013, en was ook verantwoordelijk voor de internationale finale op 30 november 2013.

## Selectieprocedure
Ook dit jaar selecteerde Oekraïne haar kandidaat via een nationale finale. Deze werd door zangeres Sofija Tarasova gewonnen met het liedje We are one. 

### Uitslag
| Artiest                        | Liedje                 |
| ------------------------------ | ---------------------- |
| Sofija Koetsenko (uit Kiev)    | Lastivka               |
| Erik Saharian                  | Ti kohaj               |
| Valeriia Symoelyk              | Tviy noviy den         |
| Adelina Logvynenko             | Oe Gorah               |
| Radiosimja Duet                | Sontse, more y ostrovi |
| Ivanna Orljoek                 | Tsjekajoe              |
| Kiril Sokolov                  | Divtsjinka-Stsjastja   |
| Jana Goeroeliova               | Vitre                  |
| Trio Bon Appetit               | Tehas                  |
| Hrystyna Tkatsjoek             | Mama                   |
| Kapriz Band                    | Pisnja pojednaje nas   |
| Andrij Bojko                   | Ljoebov oe Kozjnomoe   |
| Dmitry Loedanniy               | Zasinaj                |
| Co.Mix Band                    | Chicago                |
| Inessa Gritsajenko             | Znajoe                 |
| Polina Andrejeva               | Tvojaa zemlja          |
| Sofija Koetsenko (uit Charkov) | Rozpovid               |
| Alim Chakimov                  | Prosti slova           |
| Sofija Tarasova                | We are one             |
| Anna Vagabova                  | Happy life             |

## In Kiev
Na de overwinning in 2012 maakte Oekraïne bekend dat ze het Junior Eurovisiesongfestival 2013 wilden organiseren. Dit werd ze later ook daadwerkelijk toegewezen. Het was voor de eerste keer dat een land een Junior Eurovisiesongfestival organiseerde omdat ze het jaar daarvoor hadden gewonnen. De hoofdstad Kiev werd als gaststad aangeduid. 
Op de avond zelf was Oekraïne als zesde van twaalf landen aan de beurt, na Macedonië en voor Wit-Rusland. Het gastland eindigde op de tweede plaats met 121 punten.
2006 · 2007 · 2008 · 2009 · 2010 · 2011 · 2012 · 2013 · 2014 · 2015 · 2016 · 2017 · 2018 · 2019 · 2020 · 2021 · 2022 · 2023 · 2024
Armenië · Azerbeidzjan · Georgië · Macedonië · Malta · Moldavië · Nederland · Oekraïne · Rusland · San Marino · Wit-Rusland · Zweden